# Matola
Matola est une ville du Mozambique et la capitale de la province de Maputo. Elle est située immédiatement à l'ouest de la capitale du Mozambique, Maputo, dont elle constitue une banlieue. Elle dispose de son propre conseil municipal depuis 1998. Sa population s'élevait à 675 422 habitants en 2007, et à plus de 1 032 197 habitants en 2017.

## Étymologie
Matola, qui est également un nom de famille courant, vient de Matsolo, un royaume ronga qui existait dans cette région à l'arrivée des colons.

## Industrie
Matola est un centre industriel doté d'un port important pour les minéraux (chrome et fer) et d'autres exportations en provenance de l'Eswatini et d'Afrique du Sud. Elle possède des raffineries de pétrole (actuellement inactives) et diverses industries qui fabriquent des produits tels que du savon, du ciment et des matériaux agricoles.
La principale entreprise de Matola est la fonderie d'aluminium Mozal, ouverte en 2002, et qui, à elle seule, a triplé les exportations du Mozambique et accru de 7 % son PIB. L'usine appartient au groupe BHP Billiton, qui envisage de porter la capacité de production d'aluminium de 550 000 à 800 000 t/an.
En novembre 2014, le constructeur automobile sud-coréen Hyundai ouvre une usine à Matola (Somyoung Motors), fabriquant des Hyundai i10 et Accent. À Matola se trouve aussi le siège du constructeur automobile Matchedje Motor.

## Transport

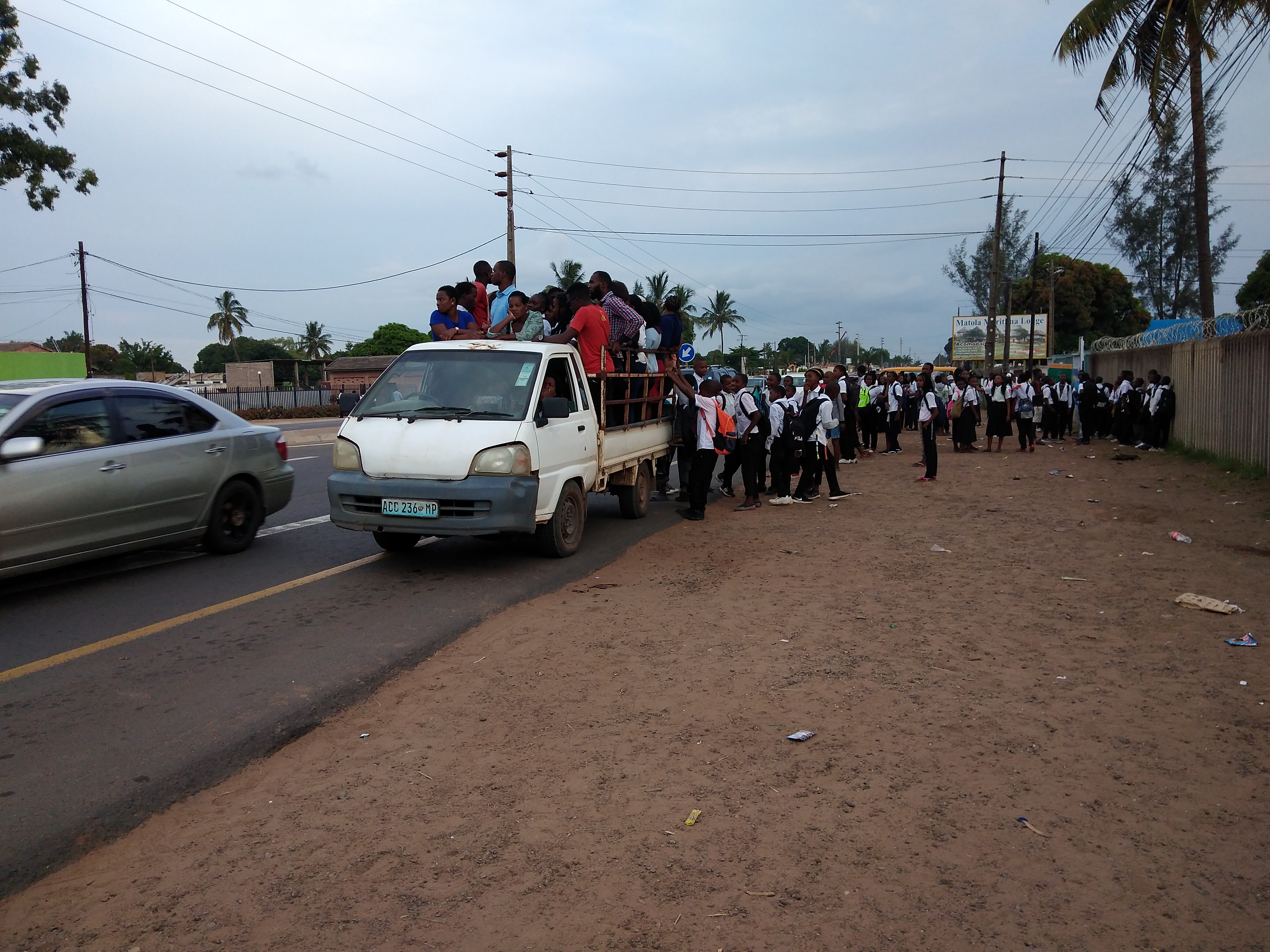
Moyen de transport prisé à Matola.

Matola est desservie par une gare du réseau sud des Ports et chemins de fer du Mozambique, reliant le chemin de fer de Goba (en) à celui de Pretoria-Maputo (en). Le charbon est exporté à partir d'ici.

## Géographie
Matola est également le nom d'une petite rivière (environ 30 km de long) qui constitue la frontière nord de la municipalité de Matola et se jette dans la baie de Maputo.

## Démographie

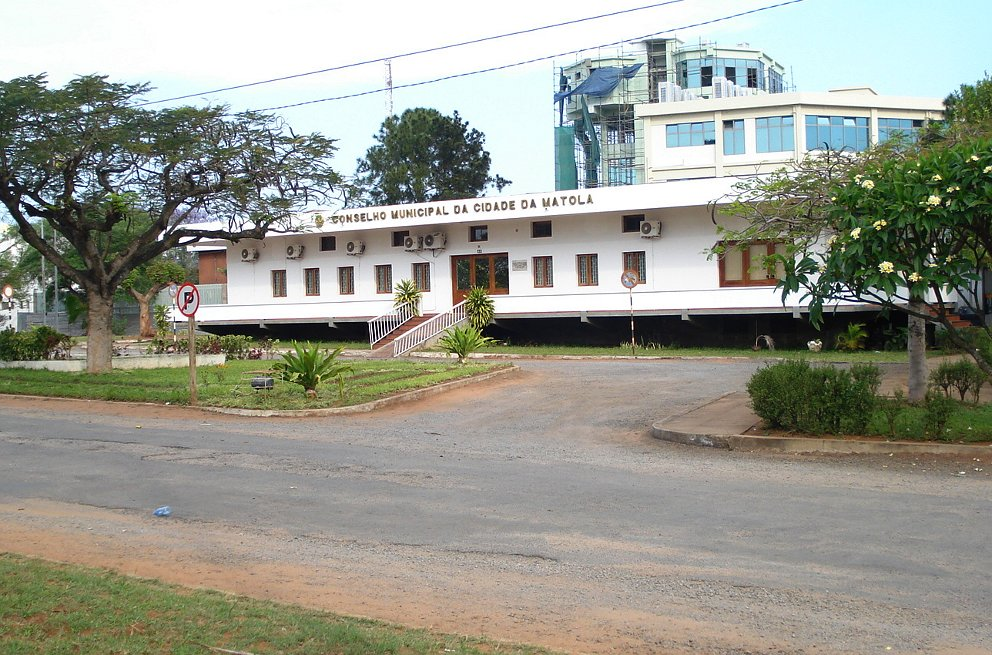
Conseil municipal de Matola.

Recensements ou estimations de la population :
| 1997    | 2007    | 2017      |
| ------- | ------- | --------- |
| 440 927 | 675 422 | 1 032 197 |

## Jumelages
- Loures (Portugal) (1996)
- Johannesburg (Afrique du Sud)